# متلازمة الصبغي X الهش
متلازمة الصبغي س أو X الهش (بالإنجليزية: Fragile X Syndrom)‏ هي اضطراب وراثي يتميز بإعاقة ذهنية خفيفة إلى متوسطة. يكون متوسط معدل الذكاء عند الذكور المصابين بالمتلازمة أقل من 55 بشكل عام، في حين تعاني ثلثا الإناث من إعاقات فكرية. قد تشمل السمات الفيزيائية وجهًا طويلًا وضيقًا وآذانًا كبيرة وأصابعًا مرنة وخصيتين كبيرتين. يعاني نحو ثلث المتضررين من بعض أعراض التوحد مثل مشاكل التفاعل الاجتماعي وتأخر الكلام. يُعد اضطراب نقص الانتباه مع فرط النشاط شائعًا، ويحدث في نحو 10% من الحالات. عادة ما يكون الذكور أكثر تأثرًا من الإناث.
تمتلك متلازمة الصبغي إكس الهش مورثة سائدة مرتبطة بالصبغي إكس. يحدث عادةً بسبب تمدد التكرار الثلاثي «سي جي جي» داخل جين «إف إم آر 1» (التخلف العقلي الهش X 1) على صبغي X. ينتج عن هذا إسكات (مثيلة الحمض النووي الريبوزي منقوص الأكسجين) الخاصة بهذا الجزء من الجين ونقص البروتين الناتج (إف إم آر بّي)، وهو أمر ضروري من أجل التطور الطبيعي للعلاقات بين الخلايا العصبية.  يتطلب التشخيص إجراء اختبارات جينية من أجل تحديد عدد مرات تكرار «سي جي جي» في جين «إف إم آر 1». عادة، هناك ما بين 5 و 40 تكرارات. تحدث متلازمة الصبغي إكس الهش مع أكثر من 200. يقال إن حدوث مرحلة ما قبل الطفرة يصبح واقعًا عندما يتكرر الجين بين 40 و200 مرة، تتعرض النساء المصابات بمرحلة ما قبل الطفرة إلى خطر متزايد في إنجاب طفل مصاب. قد يسمح اختبار الطفرات المبكرة بالاستشارة الوراثية.
لا يوجد علاج شافي. يوصى بالتدخل المبكر، لأنه يوفر أكبر فرصة من أجل تطوير مجموعة كاملة من المهارات. قد تشمل هذه التدخلات التعليم الخاص أو علاج النطق أو العلاج الطبيعي أو العلاج السلوكي. يمكن استخدام الأدوية من أجل علاج النوبات المرتبطة، ومشاكل المزاج، والسلوك العدواني، أو اضطراب فرط الحركة ونقص الانتباه. تشير التقديرات إلى أن متلازمة الصبغي إكس الهش تحدث في 1.4 من كل 10000 من الذكور و 0.9 في كل 10000 من الإناث.

## العلامات والأعراض
لا يظهر معظم الأطفال الصغار أي علامات جسدية تدل على الإصابة بالـ«إف إكس إس». لا تبدأ السمات الفيزيائية لـ«إف إكس إس» في التطور حتى سن البلوغ. بصرف النظر عن الإعاقة الذهنية، قد تشمل الخصائص البارزة للمتلازمة وجهًا ممدودًا وآذانًا كبيرة أو بارزة، وأقدامًا مسطحة، وخصيتين أكبر من الطبيعي (الأوركيدية الكبيرة)، ونقص في نمو العضلات. يكون التهاب الأذن الوسطى المتكرر (التهاب الأذن الوسطى) والتهاب الجيوب الأنفية شائعين في مرحلة الطفولة المبكرة. قد يكون الكلام مشوشًا أو عصبيًا. قد تشمل الخصائص السلوكية حركات نمطية (على سبيل المثال: التصفيق) وتطور اجتماعي غير نمطي، لا سيما الخجل، وصعوبة التواصل باستخدام العين، ومشاكل الذاكرة، وصعوبة ترميز الوجه. يستوفي بعض الأفراد المصابين بمتلازمة الصبغي إكس الهش أيضًا المعايير التشخيصية للتوحد.
يظهر الذكور الذين لديهم طفرة كاملة نفوذية كاملة تقريبًا، وبالتالي يظهرون دائمًا أعراض «إف إكس إس»، في حين أن الإناث ذوات الطفرات الكاملة تعرضن عمومًا نسبة نفوذية تبلغ نحو 50% نتيجة لوجود صبغي X طبيعي، قد تكون للإناث المصابات بـ«إف إكس إس» أعراض تتراوح من خفيفة إلى شديدة، على الرغم من أنها أقل تأثرًا بشكل عام من الذكور.

### النمط الفيزيائي الظاهري
- آذان كبيرة وبارزة.
- وجه طويل (بالاتجاه الرأسي)
- حنك عالي مقوس (متعلق بما سبق)
- مفاصل أصابع مفرطة المرونة
- إبهام متشعب (مزدوج المفصل)
- أقدام مسطحة
- بشرة ناعمة
- تضخم الخصية بعد سن البلوغ (خصيتان كبيرتان لدى الرجال بعد فترة البلوغ) [14]
- نقص التوتر العضلي[15]

### التنمية الفكرية
قد يجد الأفراد المصابون بـ «إف إكس إس» سلسلة متصلة من صعوبات التعلم من ضعف حاصل الذكاء الطبيعي (آي كيو) إلى الإعاقة الذهنية الوخيمة، مع معدل ذكاء متوسط قدره 40 في الذكور الذين لديهم إسكات جين «إف إم آر 1» بشكل كامل. الإناث اللواتي يملن إلى أن يكنّ أقل تأثرًا لديهن عمومًا معدل ذكاء طبيعي أو في حدود الطبيعي مع وجود بعض صعوبات التعلم. الصعوبات الرئيسية التي يواجهها الأفراد المصابون بـ «إف إكس إس» هي العمل والذاكرة قصيرة الأجل، والقيام بالوظائف التنفيذية، وقدرات الذاكرة المرئية، والقيام بالعلاقات البصرية المكانية، والعمليات الرياضية، مع عدم القدرة على اللفظ الدقيق بسهولة.
البيانات المتعلقة بالتطور الفكري في «إف إكس إس» محدودة. ومع ذلك، توجد بعض الأدلة على أن معدل الذكاء الموحد يتناقص بمرور الوقت في معظم الحالات، على ما يبدو نتيجة للتطور الفكري البطيء. تبحث دراسة طولية في أزواج من الأشقاء حيث تأثر طفل واحد والآخر لم يتأثر ووُجد أن الأطفال المصابين كان معدل التعلم الفكري لديهم أبطأ بنسبة 55% من الأطفال غير المتأثرين.
عندما يكون كل من التوحد و «إف إكس إس» حاضرين، يلاحظ وجود عجز لغوي أكبر ومعدل ذكاء أقل مقارنة بالأطفال الذين يعانون من «إف إكس إس» فقط.
الأفراد المصابون بـ«إف إكس إس» غالبًا ما يظهرون مشاكل في اللغة والتواصل. قد يكون هذا مرتبطًا بوظيفة العضلات الفموية وعجز الفص الجبهي.

## الأسباب
تحتوي كلّ خليّة بَشريّة غير تناسليّة على 23 زوجاً من الصّبغيّات. يحصلُ الناس على صِبغيّاتهم من أبويهم، حيث يحصل كلّ شخص على واحد من كل زوج صِبغيّات من أمه وعلى واحد من أبيه. يُطلَقُ على الصبغيين اللذين يُشكلان الزوج الثالث والعشرين اسم الصبغيين الجنسيّين. وهما يُقرّران ما إذا كان الفرد ذكراً أم أنثى. تملكُ الإناث صبغيين X، أو XX. فيما يملك الذكور صبغي X وصبغي Y، أو XY.
تحدثُ مُتلازمة الصِّبغيّ س الهشّ بسبب تغيّر في جين التخلُّف العَقليّ المرافق للصِبغيّ س الهشّ 1، أو جين FMR1. يَصنع الجين FMR1 بروتيناً اسمه بروتين التخلّف العقلي المُرافق للصِبغيّ س الهشّ، أو FMRP، وهو بروتين ضروريّ للنّماء الدماغيّ الطّبيعيّ. توجد الجينات في الصّبغيّات.
يقع الجين FMR1 على الصبغيّ س. تملكُ الصّبغيّات والجينات شفرة خاصّة اسمها الحمض النووي الوراثي DNA. ويملكُ هذا الحمض أربعة أحرُف كيميائيّة اسمها «الأسس» أو «القواعد» وهي: A و C و T و G. يُحدّد ترتيب الأحرف المَعلومات المَحمولة على كلّ جين، بشكلٍ مُشابه للطّريقة التي يستطيع فيها نمط أحرف مُحدَّد أن يضع كلمات في جُملة. هُناك مكان في الجين FMR1 حيثُ يتكرّر الحمض النووي الوراثي من النمط CGG مراراً وتكراراً. يكون عددُ مرّات التكرار عندَ معظم الناس صغيراً، وهو الأمر الطّبيعيّ. أمَّا إذا كان عدد مرات التكرّر أكبر من اللزوم فسوف يتوقف الجين عن العمل. ويُطلقُ على ذلك اسم «اضطراب تَكرّر ثلاثيّ النّوكليوتيد». يرثُ الناس الاضطراب من أبويهم. لا يُصنعُ البروتين عندما يتوقف الجين عن العمل. وسوف تَظهرُ عندَ الشّخص مُتلازمة الصِّبغيّ س الهشّ عند غياب البروتين.

## وصلات خارجية
- منظمة متلازمة الصبغي س الهش الدولية
- Gene Reviews